# Eutatus
Eutatus és un gènere extint de mamífers cingulats de la família dels dasipòdids que visqueren a Sud-amèrica entre el Miocè inferior i el Plistocè superior. Se n'han trobat restes fòssils a les províncies argentines de Buenos Aires, Córdoba, Entre Ríos, Santa Cruz i Santiago del Estero. Excavaven caus d'un metre de diàmetre. L'espècie E. seguini atenyia un pes d'aproximadament 200 kg, cosa que en fa un dels armadillos més grossos que es coneixen.